# Amusodes
Amusodes is een geslacht van rechtvleugeligen uit de familie krekels (Gryllidae). De wetenschappelijke naam van dit geslacht is voor het eerst geldig gepubliceerd in 1928 door Hebard.

## Soorten
Het geslacht Amusodes omvat de volgende soorten:
- Amusodes albifrons Hebard, 1928
- Amusodes andeanum Hebard, 1928
- Amusodes estrellae Hebard, 1928
- Amusodes festae Giglio-Tos, 1897